# Plattenburg
Plattenburg – gmina w Niemczech w kraju związkowym Brandenburgia, w powiecie Prignitz.